# Lista de submarinos da Marinha Soviética
A lista de submarinos da Marinha Soviética reúne os submarinos comissionados ou operados pela Marinha Soviética.

 Marinha Soviética - "Военно-Морской Флот СССР" (bandeira usada de 1935 a 1991)

## Segunda Guerra

### Classe americana Holland

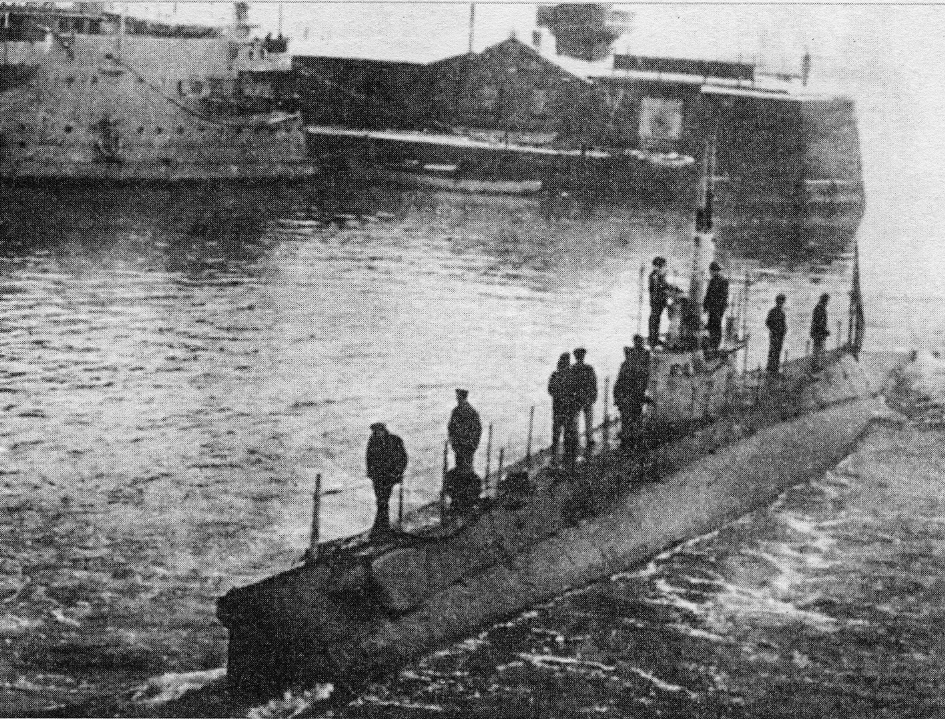
O submarino AG 11 tipo Holland.

AG, Amerikansky Golland
Esquadra do Báltico
- AG 11 (1916)
- AG 12 (1916)
- AG 13/AG 16 (1916)
- AG 14
- AG 15
- AG 16

Esquadra do Mar Negro
- AG 21
- AG 22
- AG 23
- AG 24
- AG 25
- AG 26
- AG 27

### Classe Dekabrist(1927-1929)

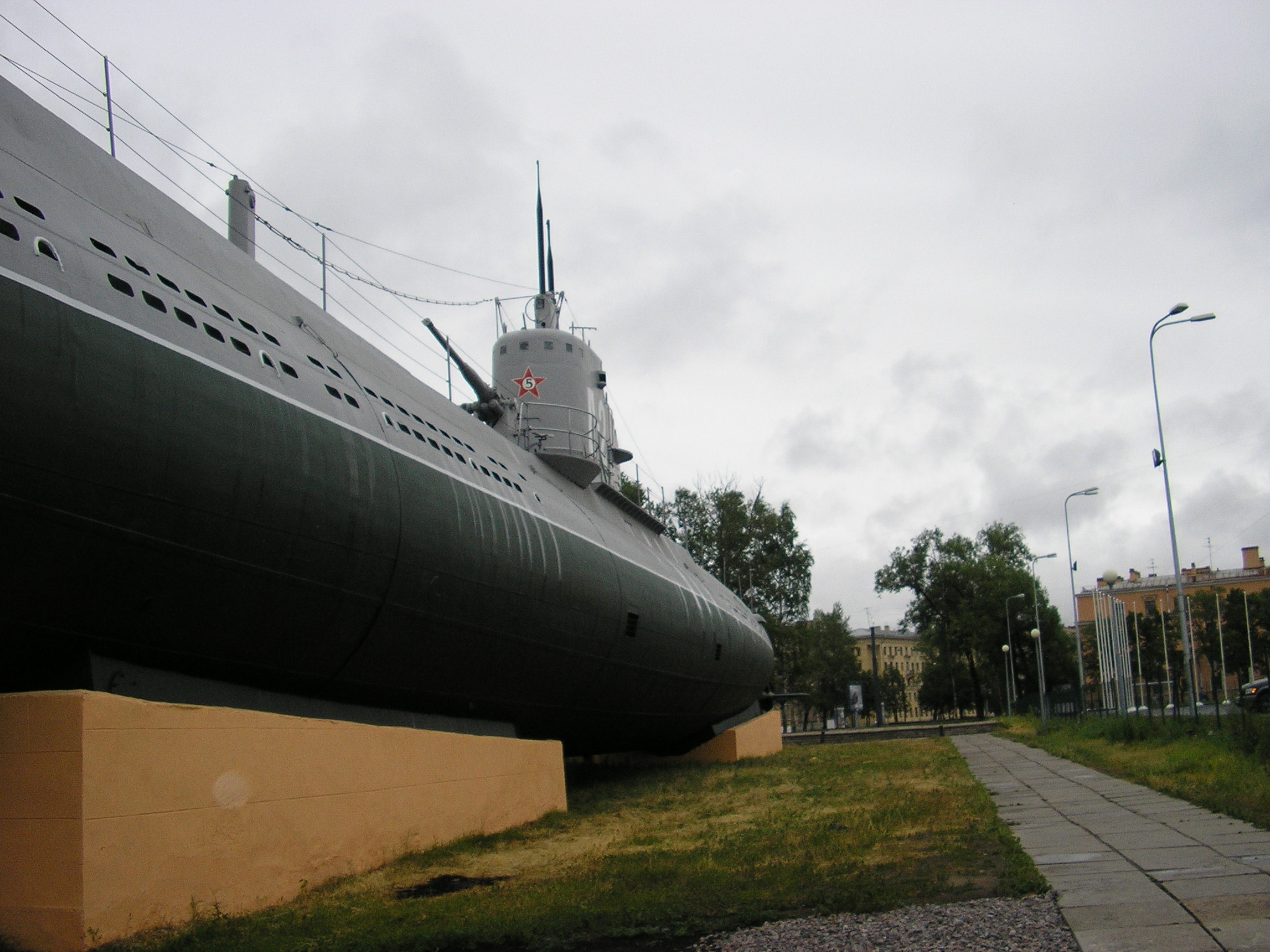
O D-2 Narodovolets no museu soviético do submarino D-2.

- D-1 Dekabrist
- D-2 Narodovolets
- D-3 Krasnogvardyeyets
- D-4 Revolutsioner
- D-5 Spartakovets
- D-6 Yakobinets

### Classe Kalev

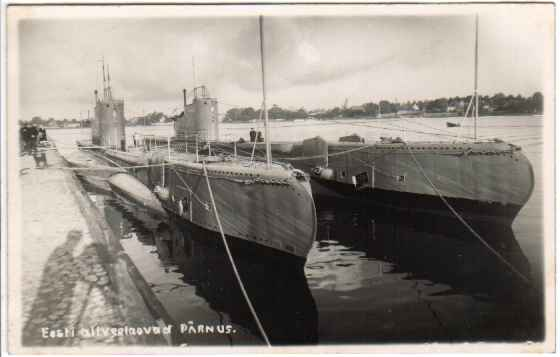
O submarino estoniano Kalev e Lembit.

- Kalev[2]
- Lembit

### Classe Leninets
| Grupo 1 - L1 Leninets (1931) - L2 Stalinets (1931) - L3 Frunzenets (1931) - L4 Garibaldets (1931) - L5 Chartist (1932) - L6 Carbonari (1932) | Grupo 2 - L7 Voroshilovets (1935) - L8 Dzerzhinets (1935) - L9 Kirovets (1935) - L10 Menzhinets (1936) - L11 Sverdlovets (1936) - L12 Molotovets (1936) | Grupo 3 Esquadra do Pacífico, lançados de 1937 a 1938. - L13 - L14 - L15 - L16 - L17 - L18 - L19 | Grupo 4 - L20 (1940, esquadra do Báltico) - L21 (1940, esquadra do Báltico) - L22 (1939, esquadra do Báltico) - L23 (1940, esquadra do Mar Negro) - L24 (1940, esquadra do Mar Negro) - L25 (1941, esquadra do Mar Negro) |

### Classe Pravda
- P1 Pravda[4]
- P2 Zvezda
- P3 Iskra

### Classe Ronis
- Ronis (1926)
- Spidola (1926)

### Classe Shchuka
Esquadra do Pacífico
| - Shch-101 - Shch-102 - Shch-103 - Shch-104 - Shch-105 - Shch-106 - Shch-107 - Shch-108 - Shch-109 - Shch-109 - Shch-110 | - Shch-111 - Shch-112 - Shch-113 - Shch-114 - Shch-115 - Shch-116 - Shch-117 - Shch-118 - Shch-119 - Shch-120 - Shch-121 | - Shch-122 - Shch-123 - Shch-124 - Shch-125 - Shch-126 - Shch-127 - Shch-128 - Shch-129 - Shch-130 - Shch-131 - Shch-132 | - Shch-133 - Shch-134 - Shch-135 - Shch-136 - Shch-137 - Shch-138 - Shch-139 |

Esquadra do Mar Negro
- Shch-201
- Shch-202
- Shch-203
- Shch-204
- Shch-205
- Shch-206
- Shch-207
- Shch-208
- Shch-209
- Shch-210
- Shch-211
- Shch-212
- Shch-213
- Shch-214
- Shch-215
- Shch-216

Esquadra do Báltico
- Shch-301
- Shch-302
- Shch-303
- Shch-304
- Shch-305
- Shch-306
- Shch-307
- Shch-308
- Shch-309
- Shch-310
- Shch-311
- Shch-315
- Shch-317
- Shch-318
- Shch-319
- Shch-320
- Shch-322
- Shch-323
- Shch-324

Esquadra do Norte
- Shch-401
- Shch-402
- Shch-403
- Shch-404
- Shch-405
- Shch-406
- Shch-407
- Shch-408
- Shch-411
- Shch-413
- Shch-414
- Shch-421
- Shch-422
- Shch-424

### Classe de submarinos soviéticos K
- K 1
- K 2
- K 3
- K 21
- K 22
- K 23
- K 51
- K 52
- K 53
- K 54
- K 55
- K 56

### Classe de submarinos soviéticos S
| - S-1 - S-2 - S-3 - S-4 - S-5 - S-6 - S-7 - S-8 - S-9 - S-10 - S-11 - S-12 - S-13 - S-14 | - S-15 - S-16 - S-17 - S-18 - S-19 - S-20 - S-21 - S-22 - S-23 - S-24 - S-25 - S-26 - S-27 - S-28 | - S-29 - S-30 - S-31 - S-32 - S-33 - S-34 - S-35 - S-36 - S-37 - S-38 - S-39 - S-40 - S-41 - S-42 | - S-43 - S-44 - S-45 - S-46 - S-47 - S-49 - S-50 - S-51 - S-52 - S-53 - S-54 - S-55 - S-56 |